# 神戸布引ロープウェイ

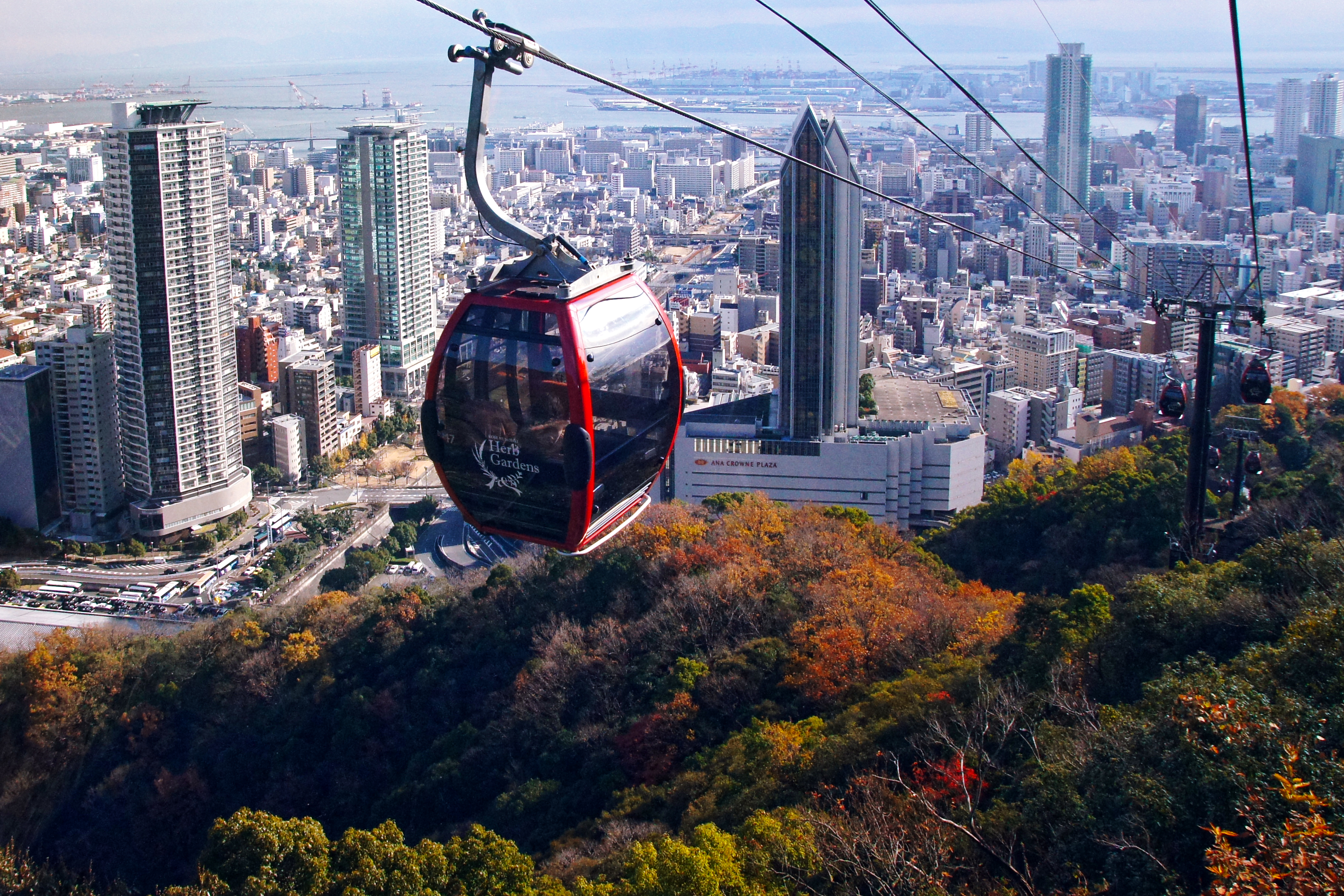
ハーブ園山麓駅の上

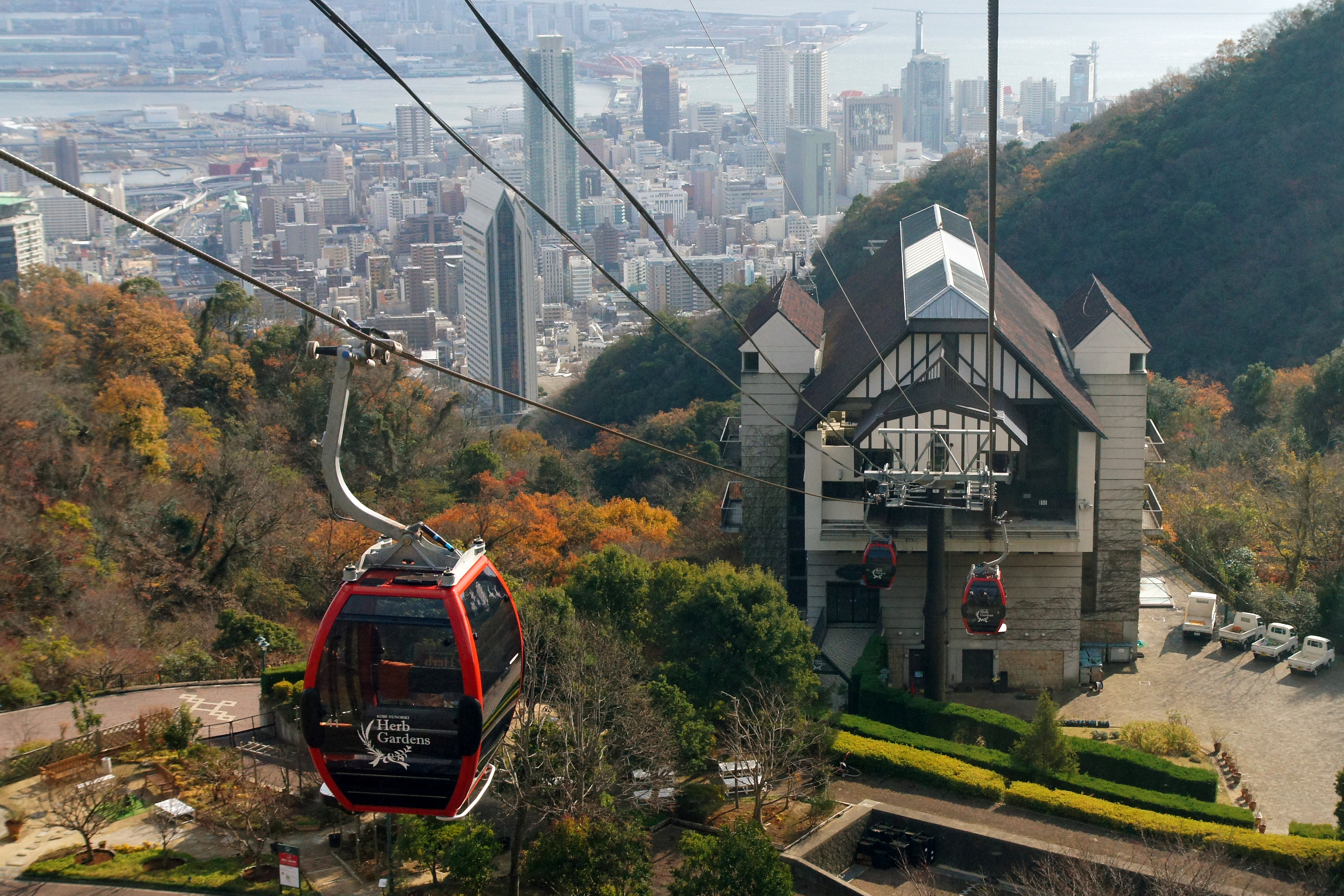
風の丘中間駅の上

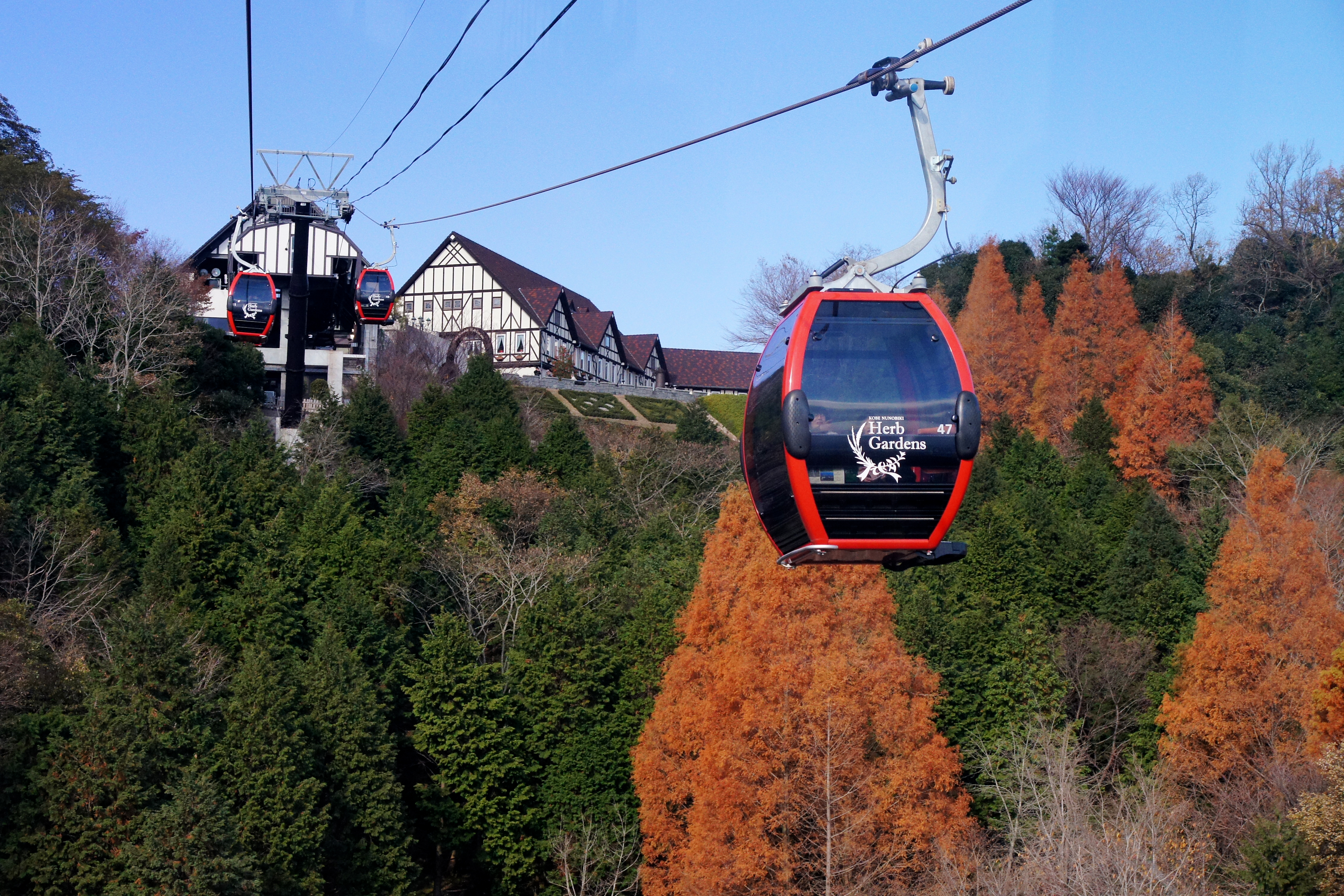
ハーブ園山頂駅の下

神戸布引ロープウェイ（こうべぬのびきロープウェイ）は、神戸リゾートサービス株式会社が運営する兵庫県神戸市中央区の新神戸から世継山にかかる索道（ロープウェイ）である。神戸布引ハーブ園へ向かうための唯一の交通手段となっている。

## 概要
新神戸駅近くのハーブ園山麓駅とハーブ園山頂駅間を結んでいる。途中、中間駅として風の丘中間駅が設けられている。
開業以来、「新神戸ロープウェー」として神戸市都市整備公社（現在の神戸住環境整備公社）によって運営されていたが、2009年4月に神戸市が設備・施設などを取得。PFI事業として再整備し、2011年4月1日にリニューアルオープンした。現在、施設は神戸市が保有し、鉄道事業法上の許可は神戸リゾートサービスによって運営されている。
2006年4月1日から指定管理者制度の導入により山梨県でレジャー施設を運営する清里ハイランドパーク神戸事業所（NCリゾートマネージメントグループ）に布引ハーブ園の事業とともに運営された。しかし、慢性的な赤字は解消されず、同社への指定管理者契約が終了する2010年4月1日に神戸リゾートサービスに経営権が譲渡された。
2011年のリニューアル時に、名称を「新神戸ロープウェー」から「神戸布引ロープウェイ」に変更したほか、駅名や料金も変更した。
なお、このロープウェーの愛称は「夢風船」である。

## 運行形態
運行ダイヤは以下のとおりとなっている。なお、原則として2月の定期点検時は運休となる。
始発
- 9時30分（通年、ハーブ園山麓駅・ハーブ園山頂駅共通）

最終
- ハーブ園山麓駅発 - 16時45分（春季ならびに秋季の平日、冬季の全日）、20時15分（春季ならびに秋季の土休日、夏季の全日）
- ハーブ園山頂駅発 - 17時15分（春季ならびに秋季の平日、冬季の全日）、21時00分（春季ならびに秋季の土休日、夏季の全日）

季節ごとの期間
- 春季：3月20日から7月19日
- 夏季：7月20日から8月31日
- 秋季：9月1日から11月30日
- 冬季：12月1日から3月19日

## 沿線データ
- 全長（傾斜長）：1460メートル[2][3][6]
- 高低差：330メートル[2][3][6]
- 最大勾配：28度86分[2]
- 走行方式：単線自動循環式（時計回り）[2]
- 支柱数：12基[2]
- 最高運転速度：4メートル毎秒[2]
- 搬器（ゴンドラ）
  - メーカー：CWA製（2011年更新、改修前は三菱重工業製を使用）[2]
  - 定員：6人[2]
- 所要時間：10分[2]
- 駅数：3駅（起終点2駅、中間駅）[2]

## 歴史
- 1991年（平成3年）10月23日 - 開業[2][6]。
- 2010年（平成22年）
  - 4月1日 - 神戸リゾートサービスの運営となる[5]。
  - 11月29日 - 2011年（平成23年）3月31日 - 改修工事を実施[2][5]。
- 2011年（平成23年）4月1日 - 改修が完了して再開[2][5]。名称[5]、駅名[2]、運賃を変更[8]。

## 駅一覧
ハーブ園山麓駅（北緯34度42分15.8秒 東経135度11分37.6秒 / 北緯34.704389度 東経135.193778度） 
- 風の丘中間駅（北緯34度42分44.6秒 東経135度11分29.7秒 / 北緯34.712389度 東経135.191583度） 
- ハーブ園山頂駅（北緯34度43分1.3秒 東経135度11分27.3秒・2011年4月1日から）
- 国土交通省への届出名称は、「新神戸ロープウェー」時代の「北野1丁目駅」（現在のハーブ園山麓駅）[6]、「風の丘駅」（現在の風の丘中間駅）[6]、「布引ハーブ園駅」（現在のハーブ園山頂駅）となっている[6]。

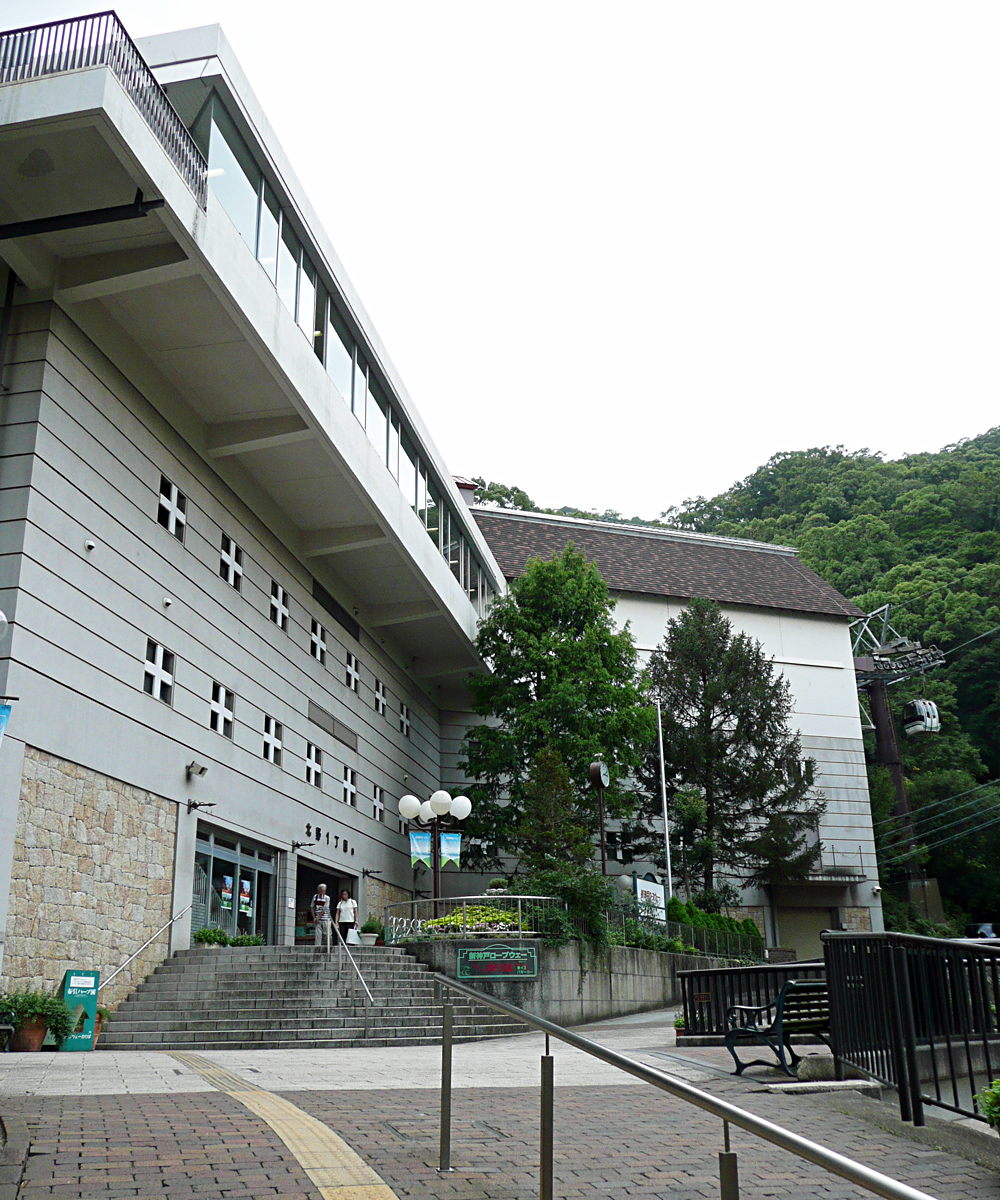
北野1丁目駅 （現：ハーブ園山麓駅）
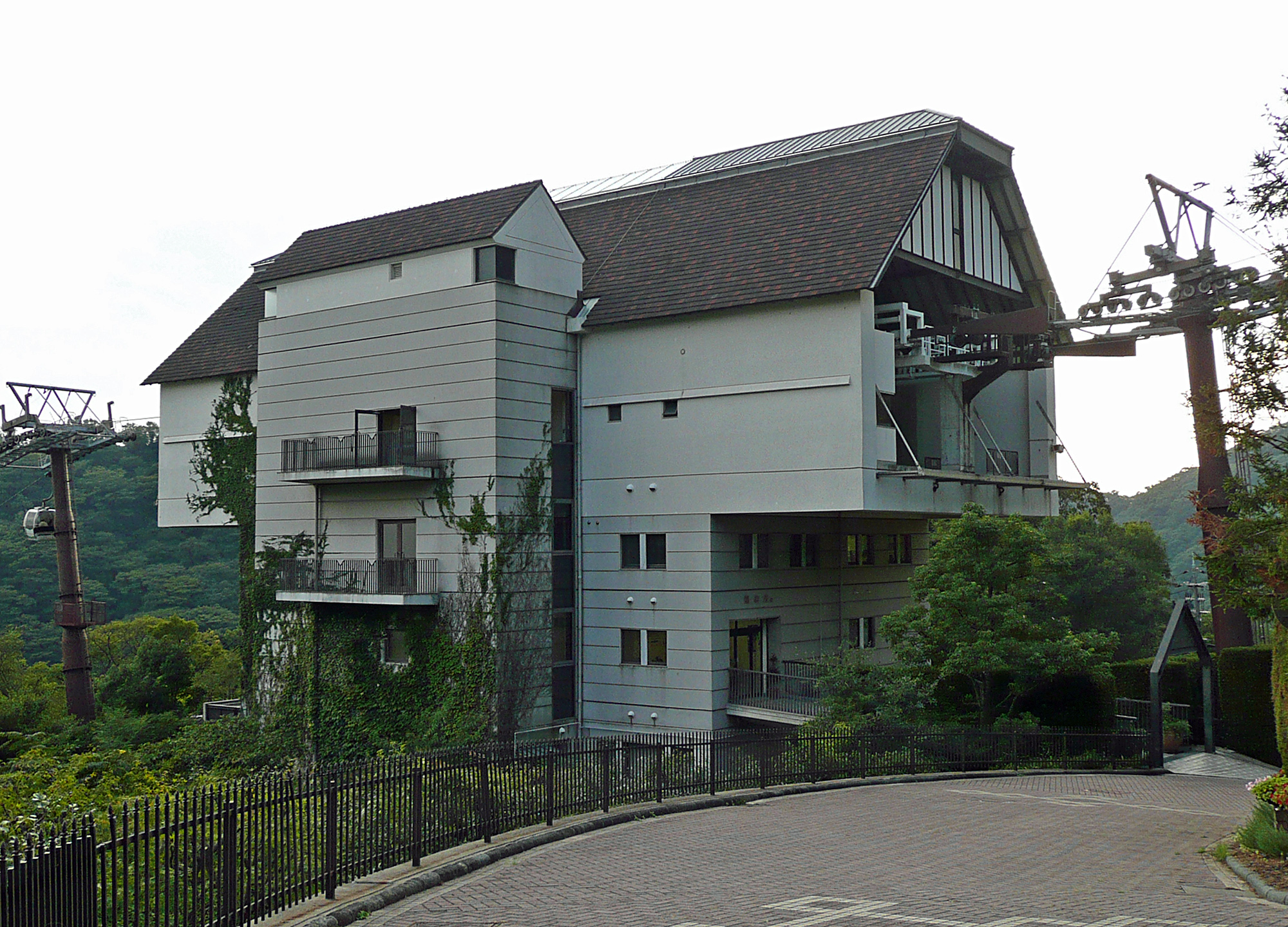
風の丘駅 （現：風の丘中間駅）
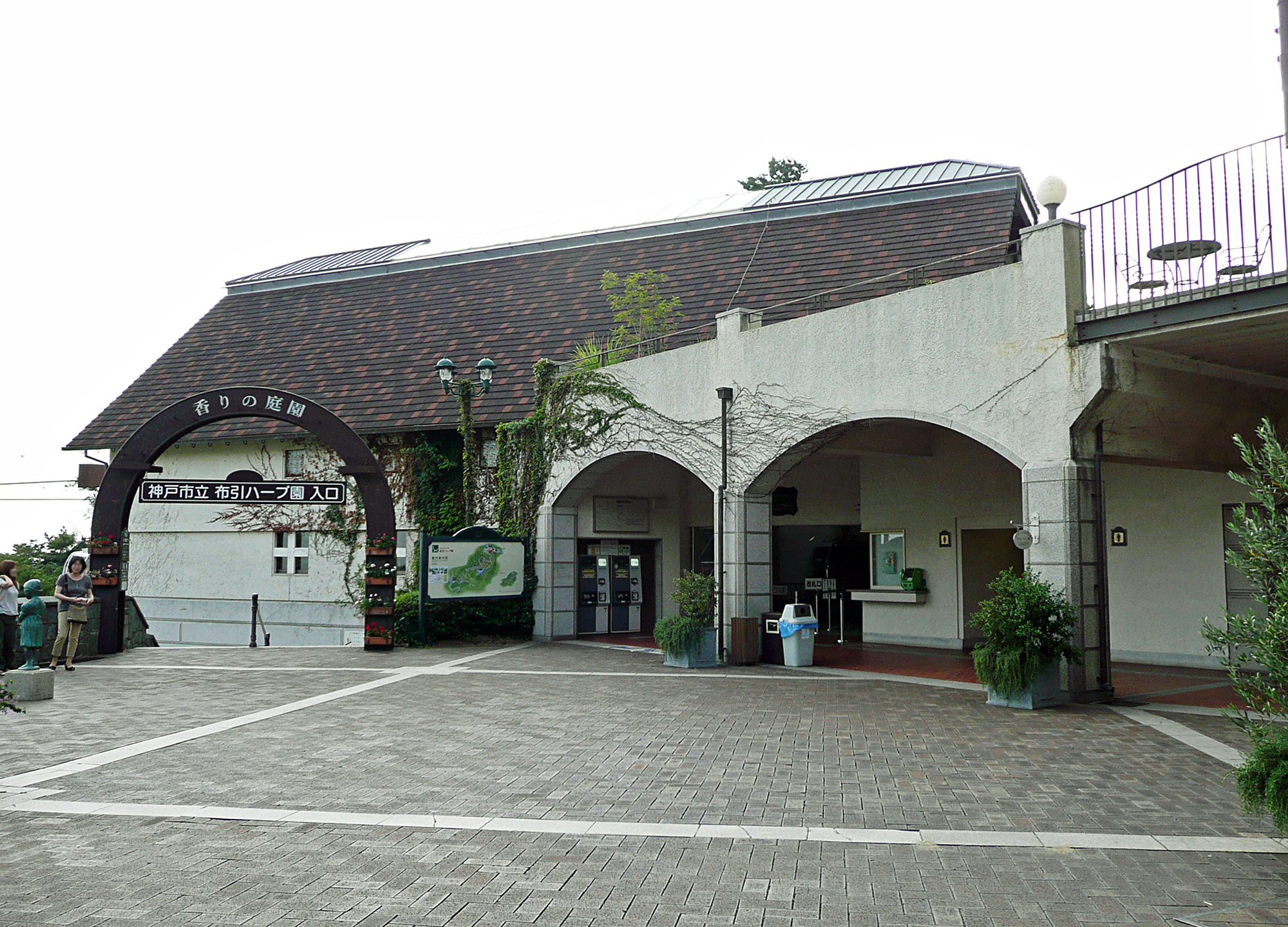
布引ハーブ園駅 （現：ハーブ園山頂駅）

## 接続路線
- ハーブ園山麓駅
  - 西日本旅客鉄道（JR西日本）山陽新幹線・神戸市営地下鉄（神戸市交通局）西神・山手線・北神線 新神戸駅